# Cafestol
Cafestol ist eine chemische Verbindung aus der Gruppe der Diterpene.

## Vorkommen

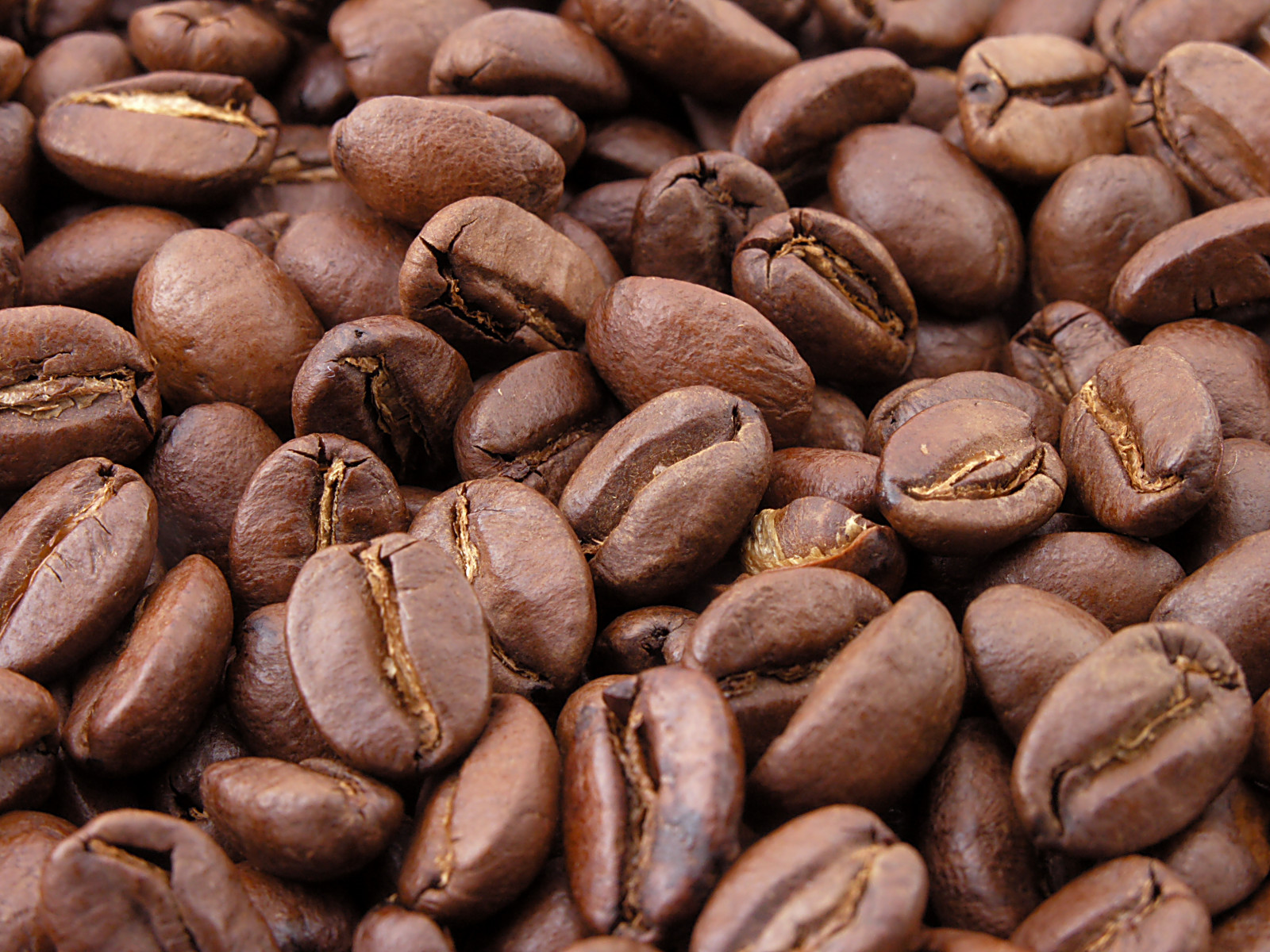
Kaffeebohnenöl wird sowohl aus ungerösteten wie gerösteten Kaffeebohnen gewonnen

Cafestol kommt in den Früchten der Kaffeepflanze vor. Coffea-arabica-Sorten enthalten dabei 2,7–6,7 g/kg in der Trockenmasse, Coffea-robusta-Bohnen 1,5–3,7 g/kg. Das Terpen liegt in den Früchten als Ester mit Fettsäuren vor, meist als Cafestolpalmitat oder Behensäureester, und wird beim Rösten teils freigesetzt, teils zu Dehydrocafestol und Cafestal zersetzt.
Obwohl nur gering wasserlöslich, findet sich Cafestol auch im Kaffeeaufguss.

## Struktur und Eigenschaften

Die wichtigsten Tetracyclophytane

Die chemische Struktur des Cafestol kann als Derivat des Kauran, einem Tetracyclophytan, mit einem anellierten Furan-Ring beschrieben werden. Bei der ersten Isolierung aus öligen Bestandteilen von Kaffee in den 1930er Jahren wurde Cafestol zunächst für ein Steroid gehalten und daher als Cafesterol bezeichnet. In Gegenwart von Säuren zersetzt sich das Terpen rasch; auch die wachsartigen bis kristallinen Fettsäureester des Cafestol sind säureempfindlich und neigen zur spontanen Polymerisation. Mit Antimon(III)-chlorid und Phosphormolybdänsäure zeigen das Terpen sowie seine Ester eine charakteristische Farbreaktion, die zum Nachweis verwendet werden kann.

Das Kahweol oder 1,2-Dehydrocafestol

Ein ebenfalls im Kaffee gefundenes Derivat des Cafestols ist das Kahweol (1,2-Dehydrocafestol).

## Verwendung und biologische Wirkung
Kaffeebohnenöl, das 15 % Cafestol und Kahweol enthält, wurde als Sonnenschutz eingesetzt. Beide Substanzen zeigten entzündungshemmende, antigenotoxische und antikarzinogene Eigenschaften; bei Ratten verhinderten sie die Bildung von Mammacarcinomen, beim Goldhamster wurden verschiedene Tumoren um bis zu 40 % inhibiert. Die Wirkung wird auf eine Aktivierung der Glutathion-S-Transferase zurückgeführt.
Cafestol hemmt die Enzyme Cholesterol-7-Hydroxylase sowie Sterol-27-Hydroxylase in den Hepatozyten, die für den Abbau von Cholesterin zu Gallensäuren erforderlich sind, und erhöht so indirekt den Cholesterinspiegel, insbesondere von sogenanntem LDL-Cholesterin, das als Risikofaktor für Herz-Kreislauf-Erkrankungen gilt. Beim Konsum von Kaffee kann dieser Effekt durch die Verwendung von Papierfiltern minimiert werden, die aufgrund ihrer feinporigen Struktur einen Großteil des Cafestols zurückhalten.
Cafestol ist kommerziell unter anderem in Form von Cafestolacetat oder 16-O-Methylcafestol erhältlich.